# ランドリー・フィールズ
ランドリー・フィールズ（Landry Fields 1988年6月27日 - ）はアメリカ合衆国カリフォルニア州ロングビーチ出身の元バスケットボール選手。NBAのニューヨーク・ニックスなどに所属した。現役時のポジションはシューティングガードとスモールフォワード。身長201cm、体重95kg。

## 略歴
1988年に元バスケットボール選手の両親の元に生まれる（マイアミ大学でプレイしていた父親のスティーブ・フィールズはポートランド・トレイルブレイザーズにドラフト指名されたこともある）。アリゾナ大学やゴンザガ大学から熱心な勧誘を受けたが、地元カリフォルニア州の名門大学スタンフォード大学へ進学した。NBAにアーリーエントリーしたブルック・ロペスとロビン・ロペスとは大学の同期にあたる。

### 大学
1年目から平均14分の出場時間を獲得し、年々数字を伸ばしていった。最終学年になるころにはパック10(パシフィック10の略で、アメリカ西海岸にある大学10校でつくられるリーグ名)で最も優秀な選手の1人として認知されるようになる。最終学年では一試合平均で22点を記録した。

### NBAドラフト
2010年のNBAドラフトで2巡目全体39位でニューヨーク・ニックスに入団する。個人としての成績は悪くないものの、当時それはチームそのものが弱いのでフィールズの数字が相対的に大きいだけという見方が大勢であった。そのためNBAのドラフト前キャンプには招集されておらず（一般的にそれはNBA入りを目指す米国人選手にとって死刑宣告に等しいとされる）、他チームのスカウトは指名に驚きニックスのファンからも「ドラフトを無駄にした」と非難の声があがったほどであった。

### NBA
ところがフィールズはサマーリーグやプレシーズンで目覚ましい活躍を見せ、開幕試合のスターティングメンバーの座を勝ち取る。2010年11月16日のデンバー・ナゲッツ戦で21得点17リバウンドを記録し、2011年2月6日のフィラデルフィア・セブンティシクサーズ戦でキャリアハイとなる25得点を記録し、試合にも勝利した。その他に特筆すべきは2011年1月27日のマイアミ・ヒート戦で、相手チームエースのドウェイン・ウェイドをマークしながら19ポイント13リバウンドを記録して試合にも勝利。全米のバスケットボールファンにその名を知らしめた。その試合ではマン・オブ・ザ・マッチにも選ばれている。
2010年の11月と12月に2ヶ月連続でイースタン・カンファレンスの月間最優秀新人選手賞を受賞するなど、新人賞候補のブレイク・グリフィンやジョン・ウォールほどではないものドラフト下位指名の新人選手としては異例の活躍をみせており、2011年に地元ロサンゼルスで開催されたオールスターゲームでルーキーチーム、およびその年のオールルーキーファーストチームにも選出された。
2011-12シーズンはカーメロ・アンソニーとの相性が余りよくなく前年ほどの活躍はしていないが、ボールがないところで動きなど目立たないながらもチームの穴を埋める働きをみせる。NBAオールスターゲームではライジング・スターズ・チャレンジに2年連続の選出となった。（チームメートのジェレミー・リンと同じチーム・シャックに選ばれた。）
2012年7月14日、制限付きFAとなっていたフィールズは、トロント・ラプターズが提示した3年1900万ドルのオファーシートにサイン。ニックスはラプターズの契約にマッチせず、ラプターズ移籍が成立した。しかし、ラプターズ加入後は出場機会が減少。2015年に契約が満了したものの、9月に尻部を手術したこともあり、契約に名乗りを上げるチームもなく、2015-16シーズンはプレーすることが出来なかった。

### 引退後
2016年9月16日、サンアントニオ・スパーズの大学部門担当のスカウトに就任したことが発表された。
スパーズのフロントオフィスで順調にキャリアを重ねる中、2019年9月にスパーズの下部組織であるオースティン・スパーズのGMだったアンディ・バードソングがブルックリン・ネッツのアシスタントGMとして引き抜かれたことに伴い、オースティン・スパーズのGMに就任した。
2020年10月、アトランタ・ホークスのアシスタントGMに就任した。2024-25シーズン、チームがプレイオフ進出を逃すと、GMを解雇された。

## 受賞
- 2010年 パック10 ファーストチーム
- 2010年 パック10 オールアカデミック ファーストチーム
- 2010年 パック10 年間最優秀学業成績アスリート
- 2010年 NABC(全米コーチ協会)選出 オールディストリクト
- 2011年 NBA 2010-2011 オールルーキー ファーストチーム